# Кара-Коюнлу

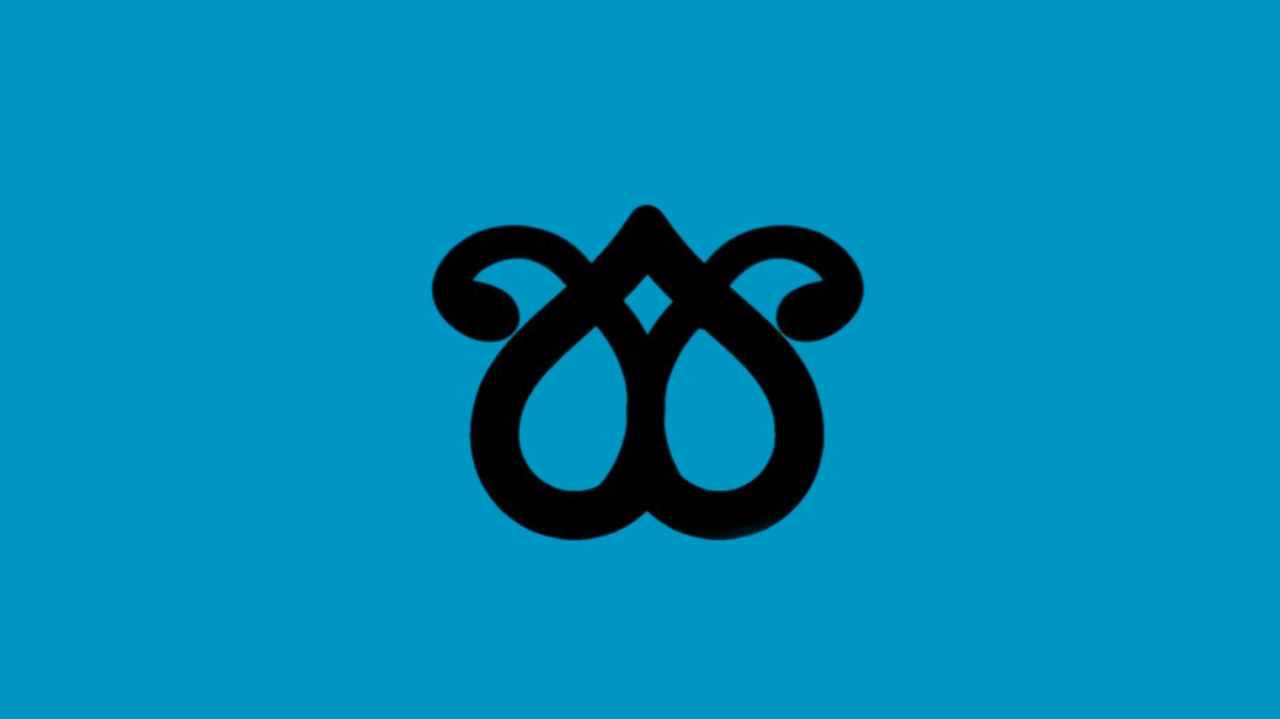
Прапор Кара-Коюнлу.

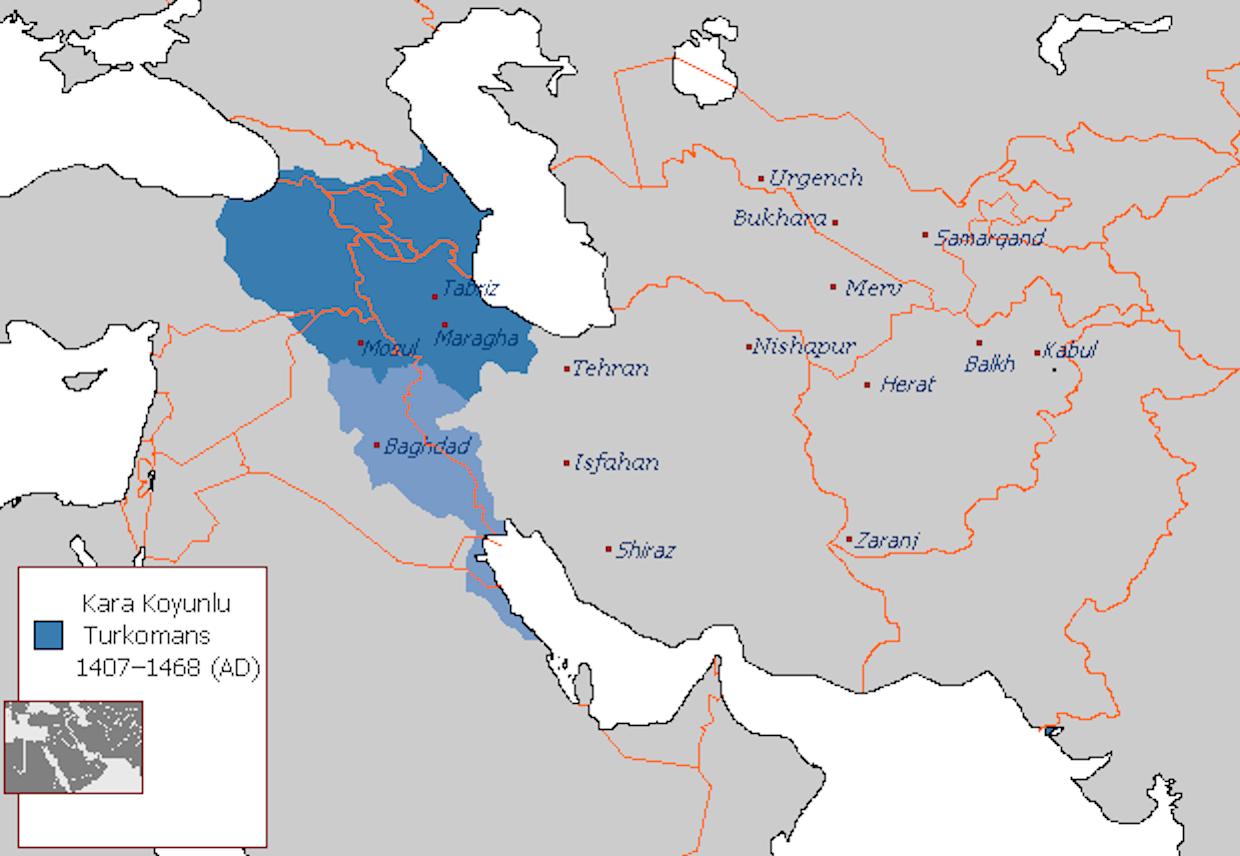
Мапа Кара-Коюнлу у 1407-1468 роках.

Кара-Коюнлу (туркм. Garagoýunly, азерб. Qaraqoyunlu, тур. Karakoyunlu, перс. قراقویونلی), дослівно перекладається як чорна вівця — держава, утворена з туркменських племен, яка розташовувалася на території сучасної Східної Анатолії, Вірменії, іранського Азербайджану та півночі Іраку з 1375 по 1468.За словами німецького тюрколога Герхарда Дерфере, Агкойунлу і Гарагоюнлу туркмени.  : Дуже дивно, що слово «туркмен» досі викликає плутанину, я бачив у Ленінграді, що назва огузської літератури в Іраку була огузька «туркменська»;  У всякому разі, «туркмени» Аггоюнлу і Гарагоюнлу — азербайджанці.  Джаханшах, правитель Чорної Вівці, писав вірші азербайджанською турецькою мовою.

## Історія
Правлячий рід походив з огузького роду Іве. У числі племен Кара-Коюнлу були Бахарлу, Саадлу, Караманлі, Алпаут, Духарлу, Джагірлу, Хаджілу, Агачері. Вони були відтиснуті у Передню Азію вторгненням монголів. Провідними серед них були Бахарлу і Саадлу. Спочатку прибульці були розселені по верхньому Євфрату і Тигру, де після спустошливих походів Чингісхана звільнилася достатньо місця для нових мешканців. Правління племінного союзу Кара-Коюнлу заснував Кара-Мухаммед (1380-1389). 
Каракоюнлус є рушійною силою цих політичних міграційних рухів з Анатолії в Іран і водночас вони є першими учасниками нового поселенського руху, який забезпечить відновлення туркменського панування в Ірані і фактично тюркізацію Азербайджану.  Як можна зрозуміти з цих слів, турецькою мовою, якою вони говорили, була огузська або туркменська мова, яку сьогодні називають азербайджанською.  Відомо, що Джихансах, один із правителів Каракоюнлу, був одним із представників азербайджанської літератури.
Після смерті Тамерлана, правитель Кара-Коюнлу Кара Юсуф виступив проти його сина Міран-шаха на стороні старого правителя Іраку Арабського і Вірменії Ахмад-султана (з монгольського роду Джалаїридів), причому Міран-шах був розбитий у 1408 році поблизу місцевості Сардруд і загинув, а держава Джалаїридів відновлена. Ахмад-султан, у свою чергу, виступив проти Кара-Коюнлу, в результаті чого також загинув в 1410 році в битві при Шанбі-Газані, а Кара-Юсуф став правителем Арабського Іраку, Вірменії, об'єднаних в державу Кара-Коюнлу, утворену в тому ж 1410 зі столицею в Тебрізі. 
Його син, Джахан-шах (1436-1467), відомий також як поет, що писав азербайджанською мовою під псевдонімом хакіка, прийняв титул султана. Скориставшись негараздами серед Тимуридів, він повів наступ на схід, зайняв весь Західний Іран (Ірак Перський, Фарс і Керман), вторгся і в Східний Іран і захопив Хорасан і Герат, але вирішив залишити їх, поклавши межею між своєю державою та Тимуридами пустелю Дешт-і-Кевір. Однак у листопаді 1467 Джахан-шах загинув у бою з правителем Ак-Коюнлу Узун-Гасаном, до якого і відійшли всі володіння Кара-Коюнлу.